# Jeff Varem
Jeff Ngutor Varem (Benue, 16 luglio 1983) è un ex cestista nigeriano.